# Матія Шпичич
Матія Шпичич (хорв. Matija Špičić; нар. 24 лютого 1988, Загреб, СФРЮ) — хорватський футболіст, захисник.

## Клубна кар'єра
Футбольний шлях розпочав у клубі «Хрватскі Драговоляц», проте у 12-річному віці перейшов у «Загреб». У квітні 2006 року переведений до першої команди клубу, з цього часу регулярно виступав за клуб, переважно на позиції лівого захисника. Вважався одним з найталановитіших гравців «Загреба» свого покоління, але прогрес гравця зупинив подвійний перелом ноги у 2008 році. Після завершення періоду реабілітації повернувся до першої команди. 
У березні 2011 року перейшов до складу українського клубу «Таврія». Дебютував за команду з Сімферополя 29 квітня того ж року, в матчі проти «Волині» (0:0). Зіграв 3 матчі за першу команду та 5 поєдинків у першості дублерів. У серпні 2011 року за згодою сторін контракт було розірвано й Шпичич отримав статус вільного агента. Восени поповнив склад хорватської «Істри 1961». Наприкінці грудня 2011 року підсилив «Сибір» з Новосибірська. Дебютував у футболці «сибіряків» 12 березня 2013 року в 1-му турі другого етапу першої групи ФНЛ проти ФК «Нижній Новгород». Матія вийшов на поле в стартовому складі та відіграв увесь матч, а на 71-й хвилині отримав жовту картку. Дебютним голом у футболці новосибірців відзначився 12 травня 2012 року на 50-й хвилині переможного (2:1) виїзного поєдинку 14-го туру другого етапу першої групи ФНЛ проти ярославльського «Шинника». Шпичич вийшов на поле в стартовому складі та відіграв увесь матч. У футболці «Сибірі» в Першому дивізіоні зіграв 40 матчів та відзначився 3-ма голами. У сезоні 2013/14 років втратив місце в основі «Сибіру», тому в червні 2013 року контракт з клубом було розірвано за згодою сторін, а Матія перейшов до клубу азербайджанської Прем'єр-ліги «Інтер» (Баку).
У вересні 2015 року став гравцем «Осієка». В червні 2016 року перейшов до тбіліського «Динамо», а в листопаді 2016 року залишив розташування клубу. У лютому 2017 року підписав контракт з краківською «Віслою».

## Кар'єра в збірній
Виступав за збірні Хорватії від U-16 до U-20. У складі збірної Хорватії U-17 брав участь в першості Європи 2005 року. Станом на жовтень 2009 року зіграв 33 матчі та відзначився 11-ма голами за юнацькі збірні Хорватії різних вкових груп (у період з 2003 по 2009 рік)

## Статистика виступів

### Клубна
Станом на 13 липня 2015 року
| Клубні виступи    | Клубні виступи         | Клубні виступи             | Ліга  | Ліга | Кубок | Кубок | Континентальні | Континентальні | Загалом | Загалом |
| Сезон             | Клуб                   | Ліга                       | Матчі | Голи | Матчі | Голи  | Матчі          | Голи           | Матчі   | Голи    |
| ----------------- | ---------------------- | -------------------------- | ----- | ---- | ----- | ----- | -------------- | -------------- | ------- | ------- |
| 2010–11           | «Таврія» (Сімферополь) | Прем'єр-ліга (Україна)     | 3     | 0    | 0     | 0     | -              | -              | 5       | 0       |
| 2011–12           | «Істра 1961»           | Перша ліга                 | 8     | 0    | 1     | 0     | -              | -              | 9       | 0       |
| 2011–12           | «Сибір» (Новосибірськ) | ФНЛ                        | 12    | 1    | 0     | 0     | -              | -              | 12      | 1       |
| 2012–13           | «Сибір» (Новосибірськ) | ФНЛ                        | 28    | 2    | 1     | 0     | -              | -              | 29      | 2       |
| 2013–14           | «Інтер» (Баку)         | Прем'єр-ліга (Азербайджан) | 29    | 5    | 3     | 1     | 2              | 0              | 34      | 6       |
| 2014–15           | «Інтер» (Баку)         | Прем'єр-ліга (Азербайджан) | 7     | 1    | 2     | 0     | 4              | 0              | 13      | 1       |
| Загалом           | Україна                | Україна                    | 3     | 0    | 0     | 0     | -              | -              | 3       | 0       |
| Загалом           | Хорватія               | Хорватія                   | 8     | 0    | 1     | 0     | -              | -              | 9       | 0       |
| Загалом           | Росія                  | Росія                      | 40    | 3    | 1     | 0     | -              | -              | 41      | 3       |
| Загалом           | Азербайджан            | Азербайджан                | 36    | 6    | 5     | 1     | 6              | 0              | 47      | 7       |
| Усього за кар'єру | Усього за кар'єру      | Усього за кар'єру          | 87    | 9    | 7     | 1     | 6              | 0              | 100     | 10      |